# Generaal-veldmaarschalkceremonie van 1940

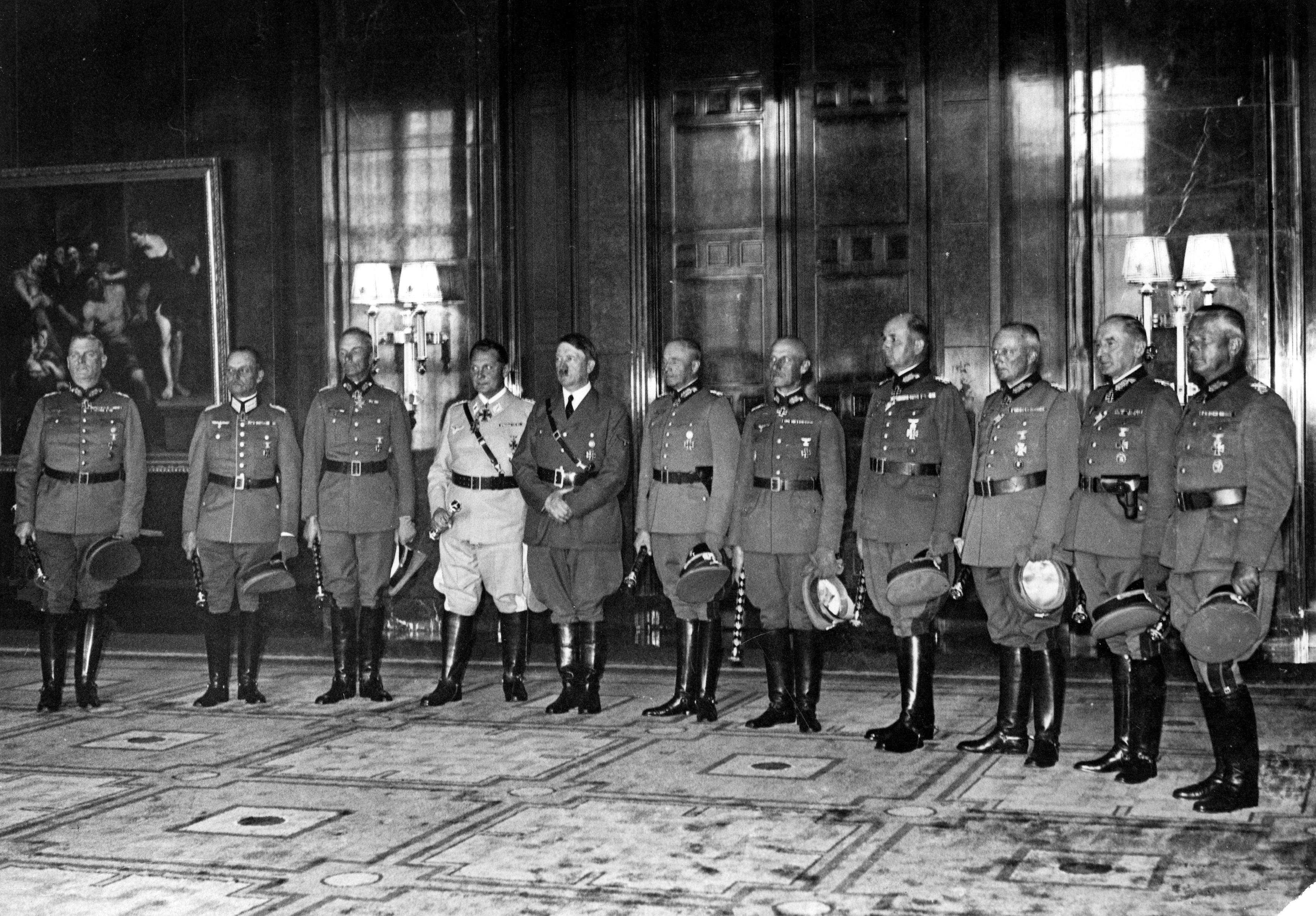
De generaal-veldmaarschalkceremonie van 1940 met Hitler in het midden, 19 juli 1940.

De standaard van een Generalfeldmarschall
vanaf 1941-1945.

De generaal-veldmaarschalkceremonie van 1940 was een bevorderingsceremonie die werd gehouden in het Kroll-operagebouw in Berlijn. Op 19 juli 1940 kondigde Hitler aan dat twaalf generaals tot Generalfeldmarschall (generaal-veldmaarschalk) werden bevorderd, de op een na hoogste militaire rang binnen de militaire hiërarchie van Duitsland.
Hiermee kwam het totaal aantal generaal-veldmaarschalken in Duitsland op veertien. Voordien hadden Werner von Blomberg (20 april 1936) en Hermann Göring (4 februari 1938) deze militaire rang ontvangen. Het was voor de eerste keer tijdens de Tweede Wereldoorlog dat Hitler een aantal generaals bevorderde naar de rang van generaal-veldmaarschalk als beloning voor hun militaire prestaties.
De prestigieuze rang van Generalfeldmarschall werd na de Eerste Wereldoorlog verboden, maar als onderdeel van de herbewapening werd deze weer opnieuw ingevoerd. De ceremonie vormde het hoogtepunt van macht en prestige van de Wehrmacht.

## Generalfeldmarschall
Na de Eerste Wereldoorlog werd de rang van Generalfeldmarschall in de Weimarrepubliek verboden, naast de andere beperkingen van het verdrag van Versailles. Nadat Hitler en de nazipartij aan de macht kwamen in januari 1933, begonnen zij met de uitbreiding van het militair apparaat. Het was de wens van Hitler om de macht en het prestige van het leger in ere te herstellen. In 1936 werd de rang van Generalfeldmarschall weer opnieuw ingevoerd. Het was de hoogste en meest prestigieuze rang in het Duitse leger. In eerste instantie was deze alleen maar bedoeld voor de minister van Oorlog en de opperbevelhebber van het leger. Een traditioneel symbool onderscheidde een Duitse Generalfeldmarschall, een sierlijk versierde baton. Het concreetste voordeel was een jaarlijkse salaris van 36.000 reichsmark en alle andere inkomsten die van belasting vrijgesteld waren.

## Ceremonie

Kraagspiegels

Epaulet

Opgewonden door enthousiasme en de snelle overwinning op het Franse leger tijdens de slag om Frankrijk, wat in juni 1940 als het sterkste leger van Europa beschouwd werd, wilde Hitler de gebeurtenis markeren met een grote bevorderingsceremonie. Hij hoopte dat door de bevorderingen zijn invloed op de Großer Generalstab verder versterkt zou worden. De twaalf generaals die waren gekozen voor de bevordering hadden allemaal een belangrijke rol gespeeld in de overwinning. Deze waren:
- de bevelhebbers van de drie legergroepen: 
- Generaloberst Fedor von Bock[1]
- Generaloberst Wilhelm Ritter von Leeb[1]
- Generaloberst Gerd von Rundstedt[1][2]

- de chef van het opperbevel van de Duitse strijdkrachten (Chef OKW): Generaloberst Wilhelm Keitel.
- de opperbevelhebber van de Duitse landmacht (ObdH): Generaloberst Walther von Brauchitsch.
- de vier succesrijkste generaals: 
- Generaloberst Günther von Kluge[1]
- Generaloberst Erwin von Witzleben, Generalfeldmarschall
- Generaloberst Walter von Reichenau[1]
- Generaloberst Wilhelm List[1]

- drie Luftwaffegeneraals: 
- General der Flieger Albert Kesselring[1]
- Generaloberst Erhard Milch[1]
- General der Flieger Hugo Sperrle[1]

Opmerking: Hermann Göring werd op deze dag ook bevorderd tot Reichsmarschall (rijksmaarschalk), de hoogste militaire rang in nazi-Duitsland - een titel die alleen aan Göring werd toegekend. Hij kreeg ook de onderscheiding het Grootkruis van het IJzeren Kruis, een eer die voordien alleen vier Pruisische koningen te beurt viel. Deze rang maakte hem tot de hoogste officier van de Wehrmacht. Dit was de enige keer dat iemand bevorderd werd tot de rang van Reichsmarschall. In een decreet benoemde Hitler Göring als zijn opvolger.
Op 19 juli 1940 werden de generaals opgeroepen door Hitler voor een ceremonie in het Kroll-operagebouw (wat de Rijksdag huisvestte na de Rijksdagbrand). Na een toespraak aangaande een vredesvoorstel aan Groot-Brittannië, beloonde Hitler persoonlijk zijn generaals met een kostbaar gedecoreerde baton en bedankte hen voor hun bijdrage in de snelle overwinning.
De generaal-veldmaarschalkceremonie van 1940 was de eerste gelegenheid waarin Hitler generaals tot generaal-veldmaarschalk bevorderde vanwege hun militaire prestaties en dat werd in Duitsland groots gevierd. De resterende vijf jaren van de oorlog zagen nog twaalf bevorderingen, waarvan de meeste zonder ceremonie. De bevordering van Friedrich Paulus werd bijvoorbeeld door Hitler over de radio aangekondigd.

## Nasleep
Alle bevorderde generaals behaalde in het verdere verloop van hun carrières meerdere successen. Brauchitsch, Bock, Kesselring, Keitel, Leeb, List, Reichenau, Rundstedt, en Göring zouden allemaal een beslissende en belangrijke rol spelen in operatie Barbarossa in 1941. Sperrle was de rest van de oorlog met zijn eenheid in Frankrijk. Milch werd overgeplaatst naar het departement voor productie van vliegtuigen en was daar ook de gehele oorlog verantwoordelijk voor. In 1943 na een aantal nederlagen aan het oostfront en de geallieerde invasie van Italië verloor de Wehrmacht al het initiatief. Hitlers leiderschap raakte in toenemende mate los van de realiteit van de oorlog. De defensieve strategieën werden vaak gehinderd door langzame besluitprocessen en frequente bevelen om onhoudbare posities te houden. Hitlers reactie op de verslechterende situatie was om de Generalfeldmarschall de laan uit te sturen, een routine welke uiteindelijk ook de Generalfeldmarschalls betrof die tijdens de ceremonie bevorderd waren.
Erwin von Witzleben en Günther von Kluge werden allebei in verband gebracht met het complot van 20 juli 1944. Nadat het duidelijk werd dat de aanslag mislukt was, pleegde Kluge op 17 augustus 1944 zelfmoord door middel van cyanide. Witzleben zou later opperbevelhebber van de Wehrmacht geworden zijn als de aanslag succesvol geweest was. Witzleben werd gearresteerd en hem werden op 4 augustus 1944 alle eer en rangen ontnomen; hij werd oneervol ontslagen uit het leger. De 'burger' Witzleben werd ter dood veroordeeld door het Volksgerichtshof en op 8 augustus 1944 terechtgesteld."

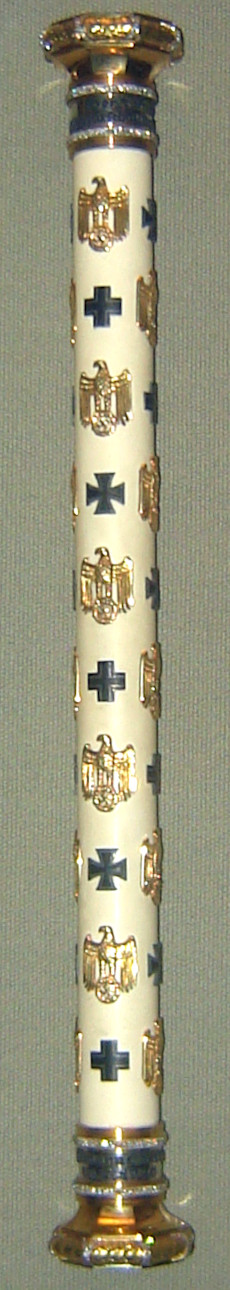
Reichsmarschall maarschalkstaf
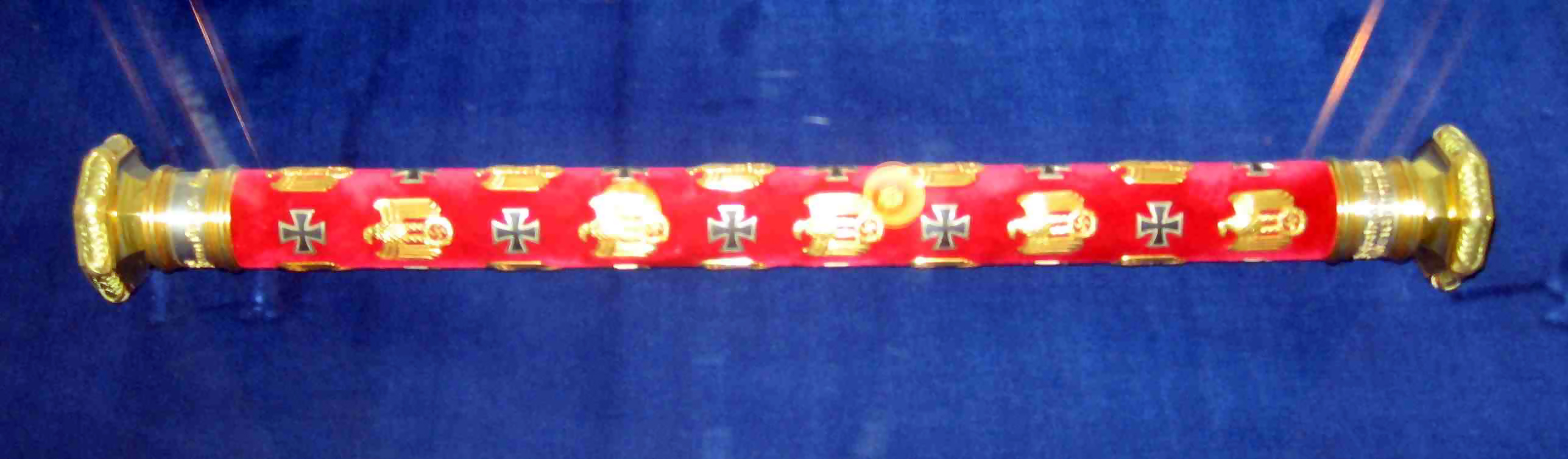
von Kluge maarschalkstaf
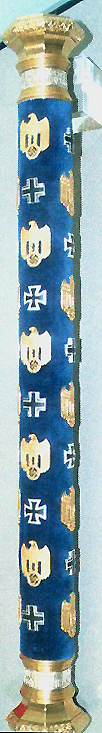
Replica van de maarschalkstaf van von Richthofen
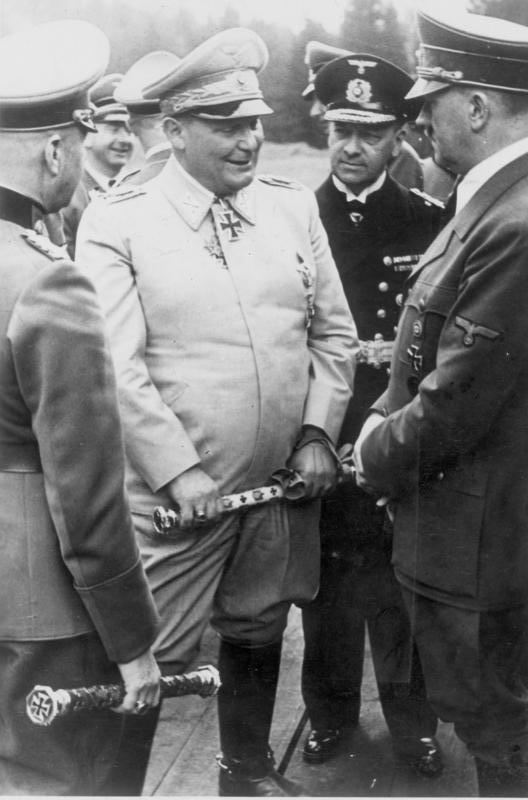
Göring, von Brauchitsch en Raeder met hun maarschalkstaven
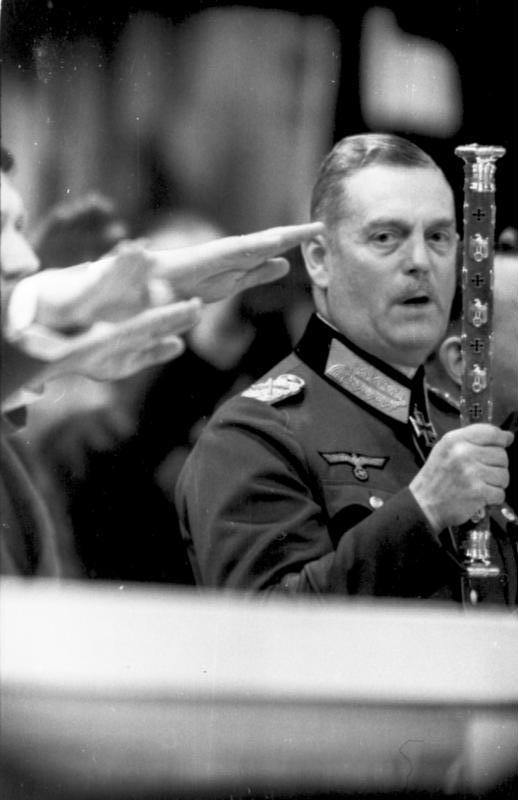
Keitel brengt een saluut met de maarschalkstaf
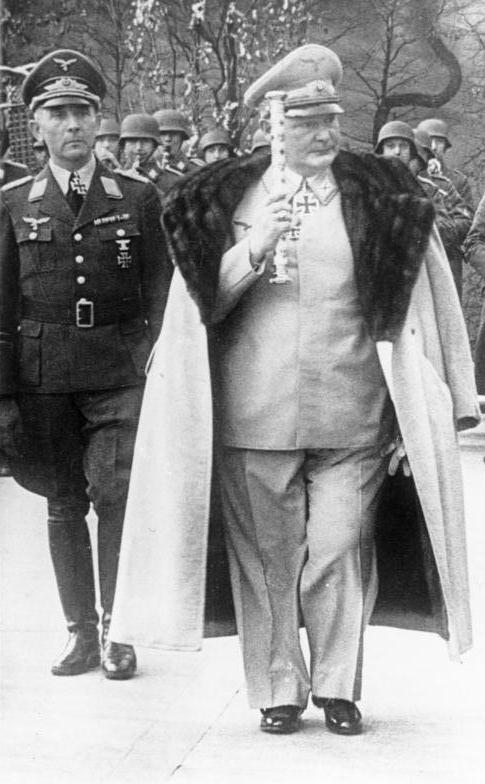
Göring met maarschalkstaf
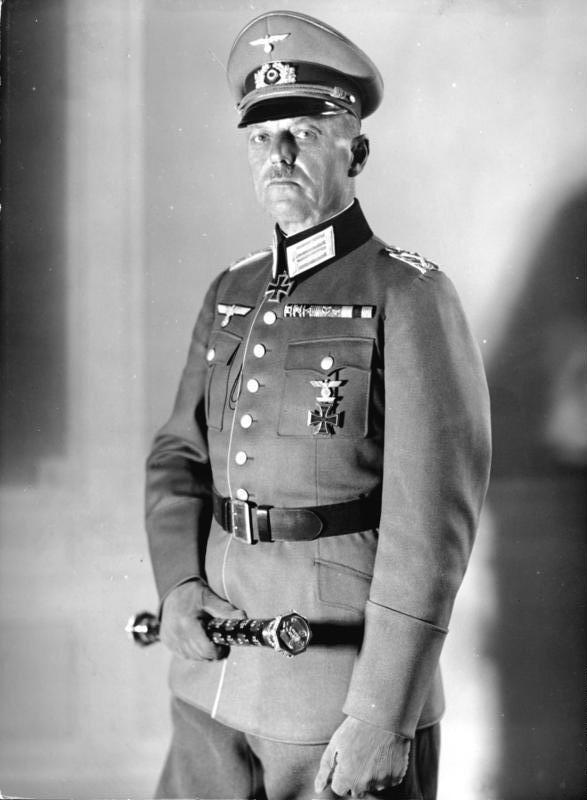
Officieel portret van von Rundstedt met maarschalkstaf